# Sledmere
Sledmere est un village du Yorkshire de l'Est, en Angleterre. Il est situé à une dizaine de kilomètres au nord-ouest de la ville de Driffield. Administrativement, il forme la paroisse civile de Sledmere and Croome avec le hameau voisin de Croome.
Le manoir de Sledmere House est fondé en 1751 pour la famille Sykes, dont le représentant le plus connu est Mark Sykes (1879-1919).